# 존 아타 밀스
존 에번스 아타 밀스(John Evans Atta Mills, 1944년 7월 21일~2012년 7월 24일)는 가나의 3대 부통령이자 가나의 12대 대통령이다. 그는 2000년 선거와 2004년 선거에서 낙선하였다. 그러나 2008년 선거에서 간신히 당선되면서 가나의 10대 대통령에 당선되었다.
존 아타 밀스는 1944년 7월 21일 가나 중부 에쿰피 오투암 지역의 아칸족 출신으로 태어났다. 영국 런던대학교 SOAS에서 법학을 전공하고 풀브라이트 장학금을 받아 미국 스탠포드 대학교 로스쿨에서 수학한 밀스는 변호사 출신 조세 전문가로 널리 알려져 있다.
밀스는 1997~2001년 사이 제리 롤링스 전 대통령 아래에서 부통령을 역임한 바 있다. 이후 밀스는 2000년 대선에 국민민주회의 대선 후보로 선출되었지만 존 쿠푸오르 후보에게 패배했고, 2004년 대선에서도 44.32%의 지지율을 획득하였지만 52.75%를 획득한 존 쿠푸오르 대통령에게 또다시 패했다.
결국 세 번째 도전인 2008년 대선에서 당선된다. 과정을 보면 아슬아슬하긴 했는데, 1차 투표에서 4,056,634표로 47.92%의 지지율을 얻었지만 나나 아쿠포아도 후보가 4,159,439표로 49.13%로 50%를 넘지 못했고, 2차 투표에서 4,521,032로 50.23%의 지지율을 얻으면서 4,480,446표로 49.77%를 얻은 나나 후보를 이긴다. 그리고 2009년 1월 2일 가나 중서부 타인 지역에서 단독 실시된 결선투표에서 1만 9566표를 득표, 2035표에 그친 나나 아쿠포아도 후보를 물리치며 대통령에 당선되었다.
당선 연설에서 그는 "가나에서 모든 사람들을 대표하는 대통령이 될 것임을 확약한다"라면서 "앞으로 어떤 차별도 없을 것"이라고 강조했다.
대통령 임무를 수행하던 2012년 7월 24일, 갑작스럽게 뇌졸중으로 사망하면서, 부통령 존 드라마니 마하마가 존 아타 밀스의 후임이 되었다.

## 역대 선거 결과
| 선거명      | 직책명        | 대수 | 정당         | 1차 득표율 | 1차 득표수  | 2차 득표율 | 2차 득표수  | 결과 | 당락 |
| ----------- | ------------- | ---- | ------------ | ---------- | ----------- | ---------- | ----------- | ---- | ---- |
| 1996년 선거 | 가나의 부통령 | 3대  | 국민민주회의 | 57.40%     | 4,099,758표 |            |             | 1위  |      |
| 2000년 선거 | 가나의 대통령 | 9대  | 국민민주회의 | 44.54%     | 2,895,575표 | 43.10%     | 2,750,124표 | 2위  | 낙선 |
| 2004년 선거 | 가나의 대통령 | 9대  | 국민민주회의 | 44.64%     | 3,850,368표 |            |             | 2위  | 낙선 |
| 2008년 선거 | 가나의 대통령 | 10대 | 국민민주회의 | 47.92%     | 4,056,634표 | 50.23%     | 4,521,032표 | 1위  |      |